# Vol Libyan Arab Airlines 1103
Le 22 décembre 1992, un Boeing 727 assurant le vol Libyan Arab Airlines 1103, un vol intérieur régulier entre l'aéroport international de Benina, près de Benghazi, et l'aéroport international de Tripoli, avec 10 membres d'équipage et 147 passagers à bord, s'est désintégré en vol, à la suite d'une collision avec un MiG-23 de l'armée de l'air libyenne, au cours de la phase d'approche vers l'aéroport de Tripoli. Les 157 personnes à bord du vol 1103 ont été tuées, tandis que le pilote et l'instructeur du MiG-23 se sont éjectés et ont survécu.
Cet accident reste le troisième accident aérien le plus meurtrier impliquant un Boeing 727, derrière le vol All Nippon Airways 58 et le vol Mexicana 940. Il s'agit également de la catastrophe aérienne la plus meurtrière qu'ait connu la Libye.

## Aéronefs
Le premier avion impliqué était un Boeing 727-2L5, immatriculé 5A-DIA (numéro de série 21050/1108), qui a été fabriqué par Boeing Commercial Airplanes en 1975. Cet avion de ligne court/moyen-courrier était équipé de trois moteurs Pratt & Whitney JT8D-15.
Le deuxième avion impliqué était un Mikoyan-Gurevich MiG-23UB, immatriculé 8428 et appartenant à l'armée de l'air libyenne.

## Accident

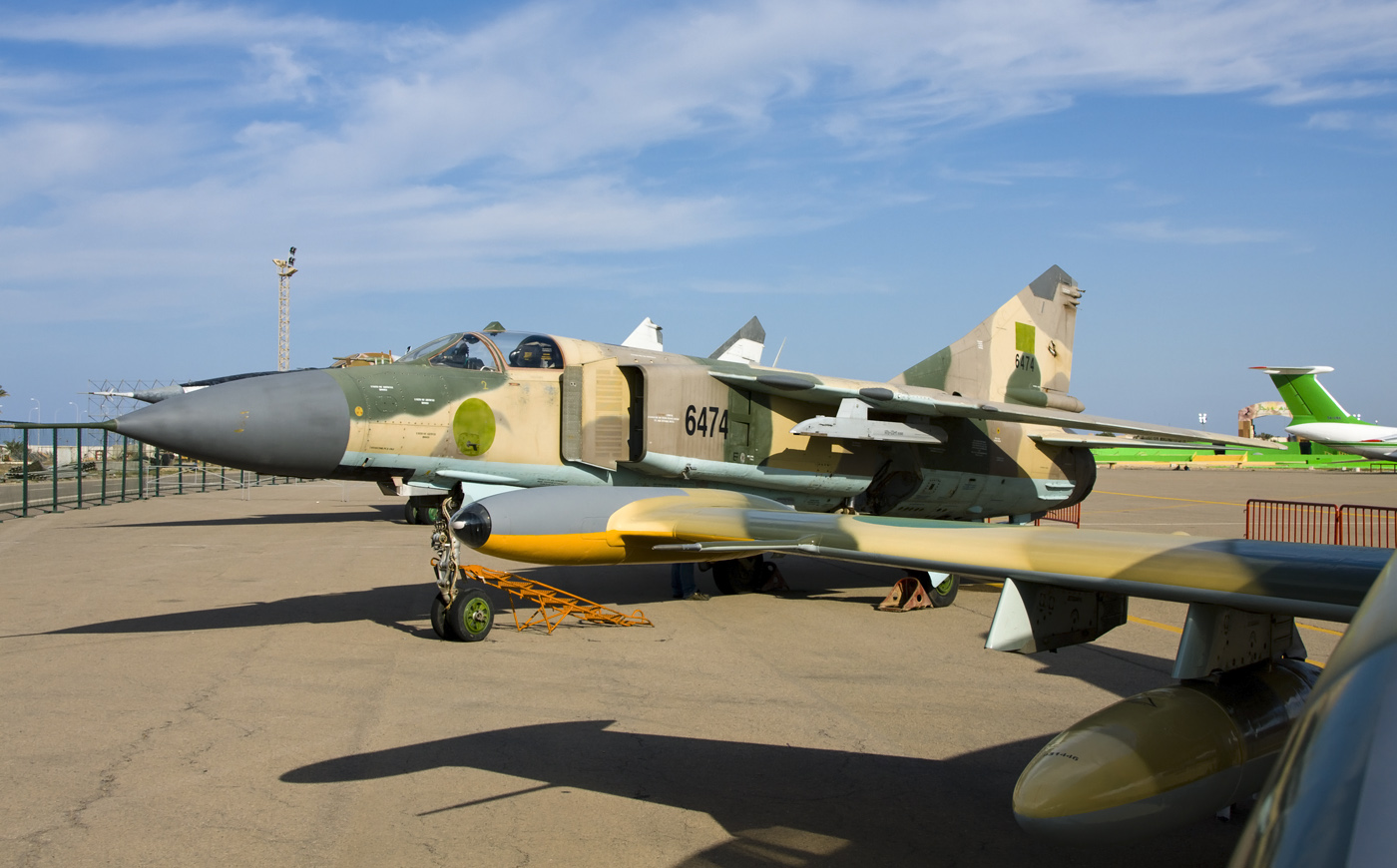
Un MiG-23 de l'armée de l'air libyenne similaire à celui impliqué dans la collision.

Le vol 1103 a décollé de l'aéroport international de Benina, situé près de Benghazi, pour un vol intérieur à destination de l'aéroport international de Tripoli, sous la supervision du commandant de bord Ali al-Feqi (41 ans), qui cumulé 10 933 heures de vol, dont 9 223 heures sur Boeing 727 ; le copilote, Mahmoud Eissa (32 ans), avec un total de 1 820 heures de vol, dont 478 heures sur 727 ; et l'ingénieur de vol Salem Abu-Sitta (36 ans), qui compte 2 399 heures de vol, toutes effectuées sur 727.
À une altitude de 3 161 pieds (960 m) au-dessus du niveau de la mer, lors de l'approche du vol 1103 vers Tripoli, la queue du 727 est entrée en collision avec l'aile droite d'un MiG-23 et s'est désintégrée lors de la chute et de l'impact final avec le sol, entraînant la mort de ses 157 passagers et membres d'équipage. 
Les deux membres d'équipage du MiG-23, le major Abdul-Majid al-Tayari (38 ans) et le lieutenant-colonel Ahmed Abu-Sneina (32 ans), se sont éjectés avant l'impact et ont survécu.

## Enquête et suites
L'explication officielle et le rapport d'enquête sur l'accident l'ont tous deux imputé à une collision avec un MiG-23 de l'armée de l'air libyenne ; le pilote et l'instructeur du MiG ont été emprisonnés par la suite.
Après le crash, un porte-parole de l'Autorité civile libyenne a déclaré qu'il lui avait été interdit de divulguer toute information sur le crash, y compris sur les avions impliqués. Une fosse commune a été préparée pour les victimes à l'extérieur de Tripoli, les mauvaises relations internationales empêchant que les corps des victimes venant de l'étranger soient rendus à leurs familles.
Vingt ans plus tard, après la chute de Mouammar Kadhafi, Abdel Majid Tayari, l'instructeur du MiG, conteste la version officielle des événements, affirmant que le vol 1103 a été délibérément abattu, car il aurait vu que la queue de l'appareil se détachait, avant que son MiG ne subisse un violent impact (soit de l'onde de choc de l'explosion qui a détruit le 727, soit d'un des morceaux de l'appareil) et ait été forcé de s'éjecter avec son pilote.Dans une autre déclaration, al-Tayari a affirmé qu'il n'y avait pas eu de collision entre son appareil et le vol 1103, mais a concédé que les deux avions étaient trop proches l'un de l'autre au moment du crash. 
Ali Aujali, qui a servi en tant que diplomate libyen à la fois sous Kadhafi et sous le Conseil national de transition, affirme que Kadhafi avait ordonné la destruction du vol 1103 pour démontrer les effets négatifs des sanctions internationales imposées à la Libye, à la suite de l'attentat du vol 103 Pan Am. Selon Aujali, Kadhafi aurait fait placé à l'origine une bombe avec une minuterie dans l'avion, mais n'ayant pas explosé, il aurait ordonné la destruction de l'avion.
La première commémoration de la catastrophe a eu lieu près de Tripoli, en Libye, en 2012. La cérémonie a été suivie par les familles et les amis des victimes, ainsi que par de nombreux politiciens.